# 格利尼亞涅 (多布羅韋利奇基夫卡區)
48°10′56″N 31°13′58″E / 48.18222°N 31.23278°E
格利尼亞涅（烏克蘭語：Глиняне），是烏克蘭中部的村莊，隸屬基洛夫格勒州的新烏克蘭卡區。該村始建於1864年，面積2.02平方公里，海拔高度152米，2001年人口305，人口密度每平方公里151人。